# Sasovo, Teceu
Sasovo (în ucraineană Сасово) este un sat în comuna Vilhivți din raionul Teceu, regiunea Transcarpatia, Ucraina.

## Demografie
Componența lingvistică a localității Sasovo
     Ucraineană (99,53%)
     Alte limbi (0,47%)
Conform recensământului din 2001, majoritatea populației localității Sasovo era vorbitoare de ucraineană (99,53%), existând în minoritate și vorbitori de alte limbi.